# Alpinia arfakensis
Alpinia arfakensis är en enhjärtbladig växtart som beskrevs av Karl Moritz Schumann. Alpinia arfakensis ingår i släktet Alpinia och familjen Zingiberaceae.

## Underarter
Arten delas in i följande underarter:
- A. a. subsessilis
- A. a. arfakensis